# Кенонбері (станція)
51°32′55″ пн. ш. 0°05′35″ зх. д. / 51.54854° пн. ш. 0.09302° зх. д.
Кенонбері (англ. Canonbury) — станція Північно-Лондонської лінії (NLL) та Східно-Лондонської лінії (ELL) London Overground. Станція розташована у 2-й тарифній зоні, між станціями NLL Гайбері-енд-Іслінгтон та Далтон-Кінгсланд, для ELL між Гайбері-енд-Іслінгтон та Далтон-джанкшен, у районі Кенонбері, боро Ізлінгтон, Лондон. Пасажирообіг на 2019 рік — 3.085  млн осіб.

## Історія
- 1858: відкриття станції як Ньюінгтон-роуд-енд-Боллс-Понд-роуд
- липень 1870: перейменування станції на Кенонбері

## Пересадки
- на автобуси оператора London Buses маршрутів: 236

## Послуги
| Попередня станція     | Лінія | Лінія                                       | Лінія | Наступна станція  |
| --------------------- | ----- | ------------------------------------------- | ----- | ----------------- |
| Гайбері-енд-Іслінгтон |       | London Overground Північно-Лондонська лінія |       | Долстон-Кінгсланд |
| Гайбері-енд-Іслінгтон |       | London Overground Східно-Лондонська лінія   |       | Долстон-джанкшен  |